# Voisines (Yonne)
Voisines ist eine französische Gemeinde mit 528 Einwohnern (Stand 1. Januar 2022) im Département Yonne, in der Region Bourgogne-Franche-Comté (vor 2016 Bourgogne). Sie ist Teil des Kantons Thorigny-sur-Oreuse (bis 2015 Villeneuve-l’Archevêque). Die Einwohner werden Voisinats genannt.

## Geografie
Voisines liegt etwa zwölf Kilometer nordöstlich von Sens und etwa 58 Kilometer westlich von Troyes. Umgeben wird Voisines von den Nachbargemeinden Thorigny-sur-Oreuse im Norden und Nordwesten, La Postolle im Norden und Nordosten, Lailly im Osten und Nordosten, Les Clérimois im Osten und Südosten, Fontaine-la-Gaillarde im Süden, Saligny im Südwesten sowie Soucy im Westen.

## Bevölkerungsentwicklung
| Jahr                       | 1962 | 1968 | 1975 | 1982 | 1990 | 1999 | 2006 | 2013 |
| Einwohner                  | 349  | 283  | 234  | 283  | 299  | 342  | 390  | 487  |
| Quellen: Cassini und INSEE |      |      |      |      |      |      |      |      |

## Sehenswürdigkeiten
- Kirche Saint-Sulpice aus dem 13. Jahrhundert
- Kapelle Sainte-Reine, 1826 bis 1828 erbaut

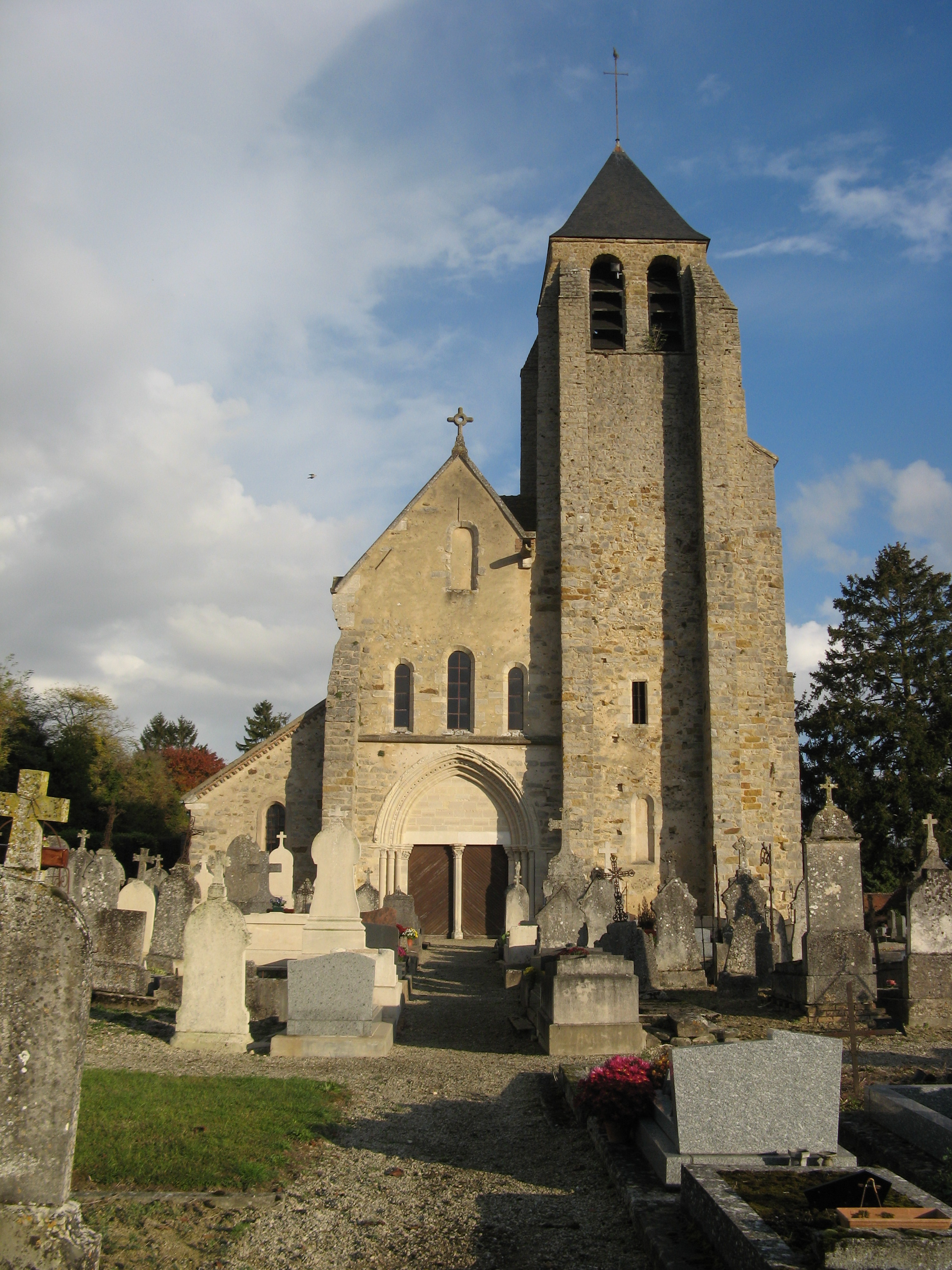
Kirche Saint-Sulpice
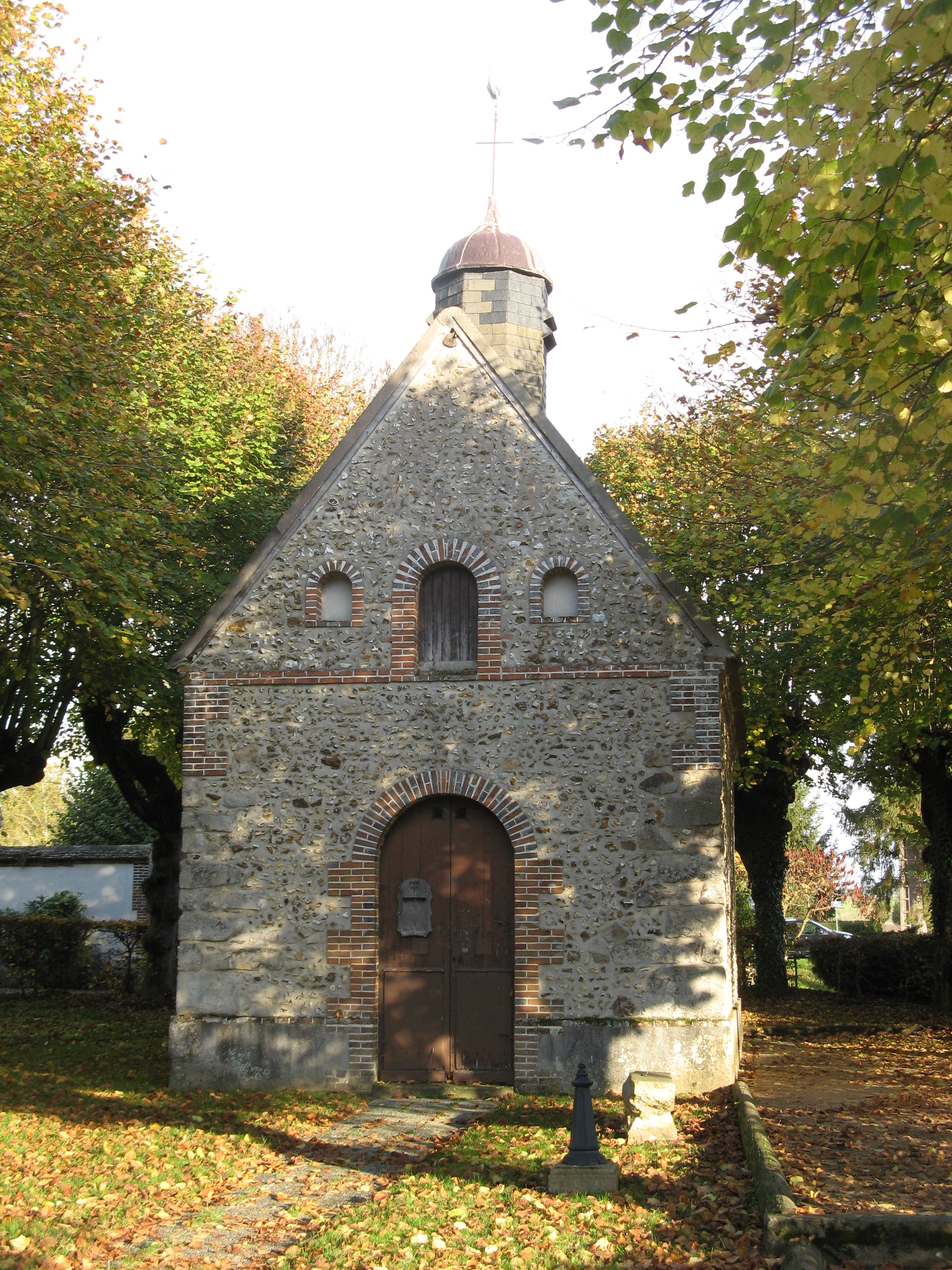
Kapelle Sainte-Reine